# Cyfrowa stacja robocza

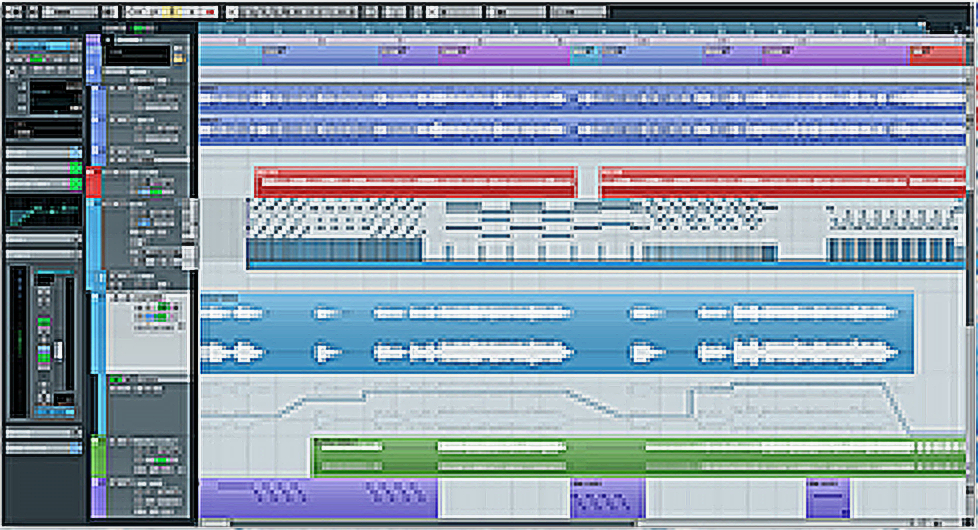
Interfejs cyfrowej stacji roboczej Cubase

Cyfrowa stacja robocza (ang. Digital audio workstation, DAW) – program komputerowy przeznaczony do pracy z dźwiękiem – nagrywania, montażu, edycji, miksu i masteringu.
Przykładami cyfrowej stacji roboczej są Cubase, FL Studio, LMMS, Ableton Live i Samplitude.